# Ишмухаметов, Рамазан Саримович
Рамазан Саримович Ишмухаметов (1965, Отделение № 3 Яланского совхоза — 20 ноября 2005, Иглино, Башкортостан) — российский религиозный и общественный деятель, председатель Регионального духовного управления мусульман Курганской области Центрального духовного управления мусульман России, муфтий Курганской области.

## Биография
Рамазан Саримович Ишмухаметов родился <Дата> 1965 года в отделении № 3 Яланского зерносовхоза, ныне село Субботино входит в Сафакулевский муниципальный округ Курганской области.
Работал имам-хатыбом мечети села Сафакулево Сафакулевского района Курганской области, ученик председателя Центрального духовного управления мусульман России, муфтия Талгата Таджуддинна. 
26 июля 2001 года, в связи с административным разделением мусульманских общин Челябинской и Курганской областей, которые возглавлял Габдулла Юмабаевич Шакаев, прошел учредительный съезд Регионального духовного управления мусульман Курганской области, во главе которого встал Ишмухаметов. За время своего руководства верующими прилагал заметные усилия по укреплению единства мусульманского населения региона и развития межконфессионального диалога.
С 6 сентября 2005 года член Совета по взаимодействию с религиозными объединениями при губернаторе Курганской области. Заслужил высокую оценку со стороны советника по связям с религиозными организациями и национальной политике аналитического отдела управления внутренней политики Администрации (Правительства) Курганской области, ответственный секретарь Совета по взаимодействию с религиозными объединениями при Губернаторе Курганской области Владимира Дмитриевича Уфимцева.
20 ноября 2005 года муфтий Челябинской области Габдулла-хазрат Шакаев и муфтий Курганской области Рамазан-хазрат Ишмухаметов направлялись на пленум Центрального духовного управления мусульман России. Кроме муфтиев в машине находилась 49-летняя женщина. Около 18 часов у села Иглино Иглинского сельсовета Иглинского района Башкортостана автомобиль «Chevrolet Niva», за рулем которой был Г. Шакаев столкнулся с выехавшим на встречную полосу автомобилем «Москвич-412» (по другим данным Шакаев совершил рискованный маневр: в темноте пошел на обгон идущей впереди машины с выездом на встречную полосу). Шакаев погиб на месте, Р. Ишмухаметов через четыре часа после автокатастрофы скончался в иглинской райбольнице. Их пассажирка выжила, получив перелом тазобедренного сустава и вывих ноги. В этом ДТП погибли также водитель «Москвича» Виктор Ермолаев и 37-летняя пассажирка Марина Шарыгина. Трое детей, находившиеся на заднем сидении , получили травмы, но остались живы.
Рамазан Саримович Ишмухаметов похоронен 22 ноября 2005 года в селе Субботино Субботинского сельсовета Сафакулевского района Курганской области, ныне село входит в Сафакулевский муниципальный округ той же области.